# Roccellaria
Roccellaria is een monotypisch geslacht van schimmels in de familie Roccellaceae. Het bevat alleen de soort Roccellaria intricata.